# Fuenlabrada
Fuenlabrada es un municipio y ciudad española de la Comunidad de Madrid. Se encuentra dentro del área metropolitana de Madrid y está situada a diecisiete kilómetros al suroeste de la capital. Su término municipal cuenta con una población de 190 790 habitantes (INE 2024).
Está ubicada en una llanura de la Meseta Central de la península ibérica, atravesada al norte por el cauce del arroyo Culebro, afluente del río Manzanares. Limita al norte con Leganés, al oeste con Móstoles y Alcorcón, al este con Getafe y Pinto y al sur con Humanes de Madrid y Parla.
Fundada en 1375 por habitantes de las aldeas de Fregacedos y Loranca, quienes erigieron el asentamiento en torno a una fuente que utilizaban para abastecerse de agua, la ciudad fue durante siglos un sencillo poblado habitado por agricultores y ganaderos. Todo cambió a comienzos de la década de 1970, cuando la población aumentó de manera significativa por la llegada de jóvenes familias y de trabajadores que procedían de otras regiones españolas, al igual que había sucedido en otras localidades cercanas a Madrid. Aunque en un primer momento era contemplada como ciudad dormitorio, la construcción de polígonos industriales y la dotación de servicios públicos han reducido su dependencia de la capital; desde 2006 el municipio forma parte de la Ley de Grandes Ciudades de España.
La localidad cuenta con monumentos como la iglesia de San Esteban Protomártir, construida en el siglo XIV; un campus de la Universidad Rey Juan Carlos, el centro cultural Tomás y Valiente, y un hospital público universitario. Destaca también su notable actividad industrial con complejos como el polígono de Cobo Calleja, considerado uno de los mayores recintos empresariales de toda la Unión Europea.

## Toponimia
Las Relaciones de Francisco Antonio de Lorenzana (1784) recogen una descripción sobre el nombre del pueblo, que ha sido asumida por el Ayuntamiento de Fuenlabrada como oficial. El siguiente texto se ha extraído de la edición actualizada de las Relaciones topográficas de Felipe II, coordinada por Alfredo Alvar Ezquerra:

«Al primer capítulo respondieron los dichos Pedro Montero y Juan Holgado que este pueblo se dice Fuenlabrada, porque cerca de él hay una fuente vieja, que esta labrada a cal y canto, y es opinión que la hicieron moros, y por esta causa se llama el pueblo así»

## Símbolos

#### Escudo
El escudo de armas oficial fue actualizado el 7 de mayo de 2009 junto al resto de símbolos municipales, con el visto bueno de la Real Academia Matritense de Heráldica y Genealogía.
La versión antigua contaba con una corona real española abierta y tres partes en las que figuran la fuente labrada que da origen al nombre local, un castillo dorado en referencia al Reino de Castilla, y una panorámica del pueblo sobre un fondo agrícola. Este escudo está acompañado por un sostén dorado con la inscripción «Villa de Fuenlabrada» en letras mayúsculas, mientras que en la parte inferior figura el lema de la ciudad: «Ya era Fuenlabrada antes que España fuera ganada».

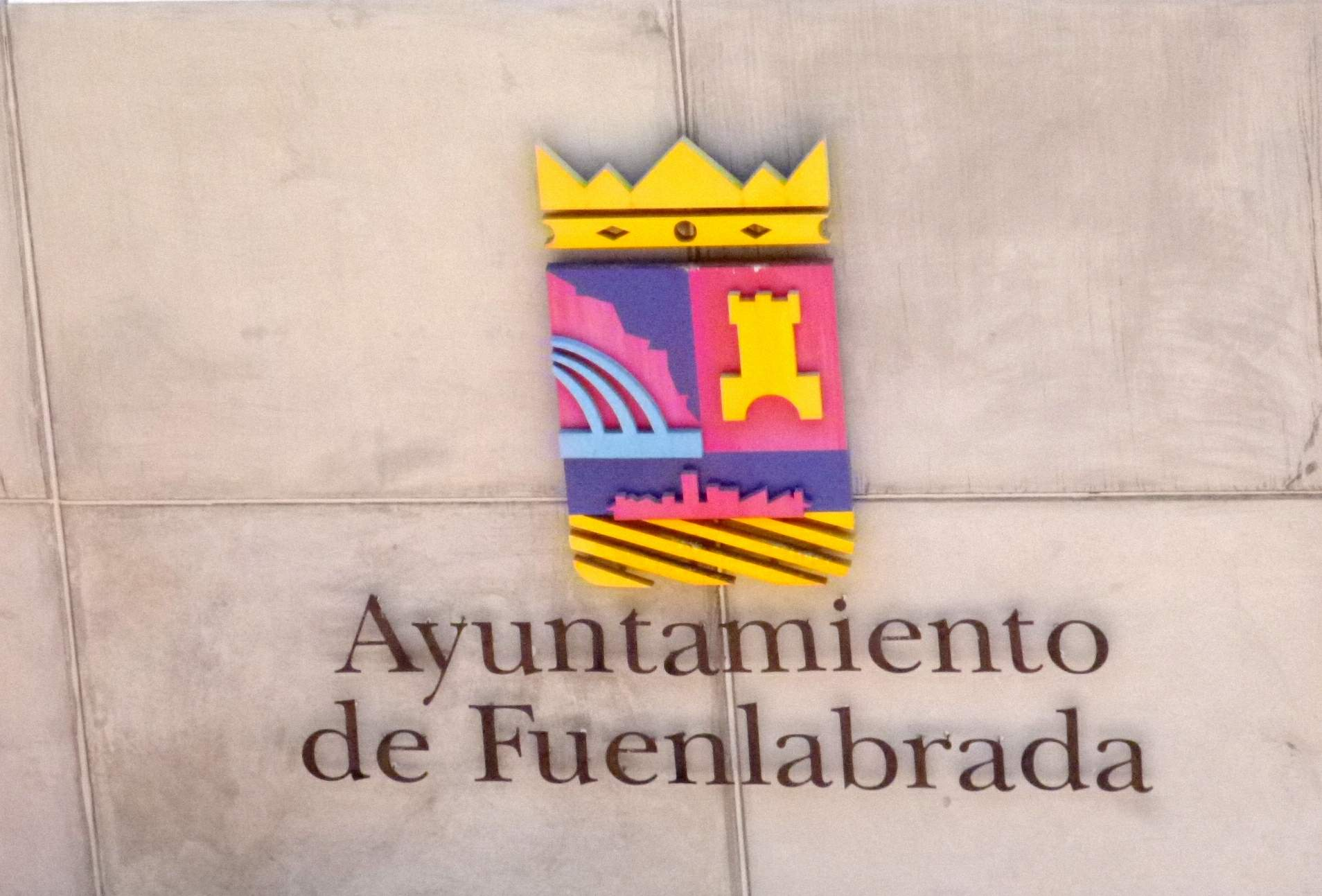
Logotipo con el escudo antiguo

La nueva versión data de 2009 y actualiza los símbolos relativos a la ciudad: una fuente estilizada y basada en el diseño original, un castillo en oro del Reino de Castilla, y dos ramas de olivo cruzadas en sinople para representar el espíritu de paz y convivencia, sobre un campo arado que simboliza el pasado agrícola. El blasonamiento es el siguiente:

Primero de azur una fuente de plata; partido de Castilla (de gules un castillo de oro aclarado de azur); segundo, de oro una pira de azur de cinco piezas, brochante sobre ella dos ramas de olivo de sinople, cruzadas en sus extremos inferiores. Al timbre Corona Real Española.
Boletín Oficial del Estado nº 166 de 10 de julio de 2009

Existe una versión estilizada para comunicación corporativa, de color azul y blanco, que reinterpreta los símbolos oficiales e incorpora ondas de agua para representar «una ciudad que se expande, progresa y que a la vez es integradora».

### Bandera
La bandera de Fuenlabrada está formada por dos franjas horizontales de iguales dimensiones: una blanca en la parte superior que representa la paz, y una azul en la parte inferior que pretende transmitir cercanía. En el centro figura el escudo de la localidad: el heráldico en actos protocolarios y el estilizado para el uso común.

Bandera.– Paño rectangular, de proporciones 2:3 cortado horizontalmente por mitad, de blanco la superior y de azul la inferior. En el centro va situado el escudo municipal dentro de un círculo blanco.
Boletín Oficial del Estado nº 166 de 10 de julio de 2009

## Historia

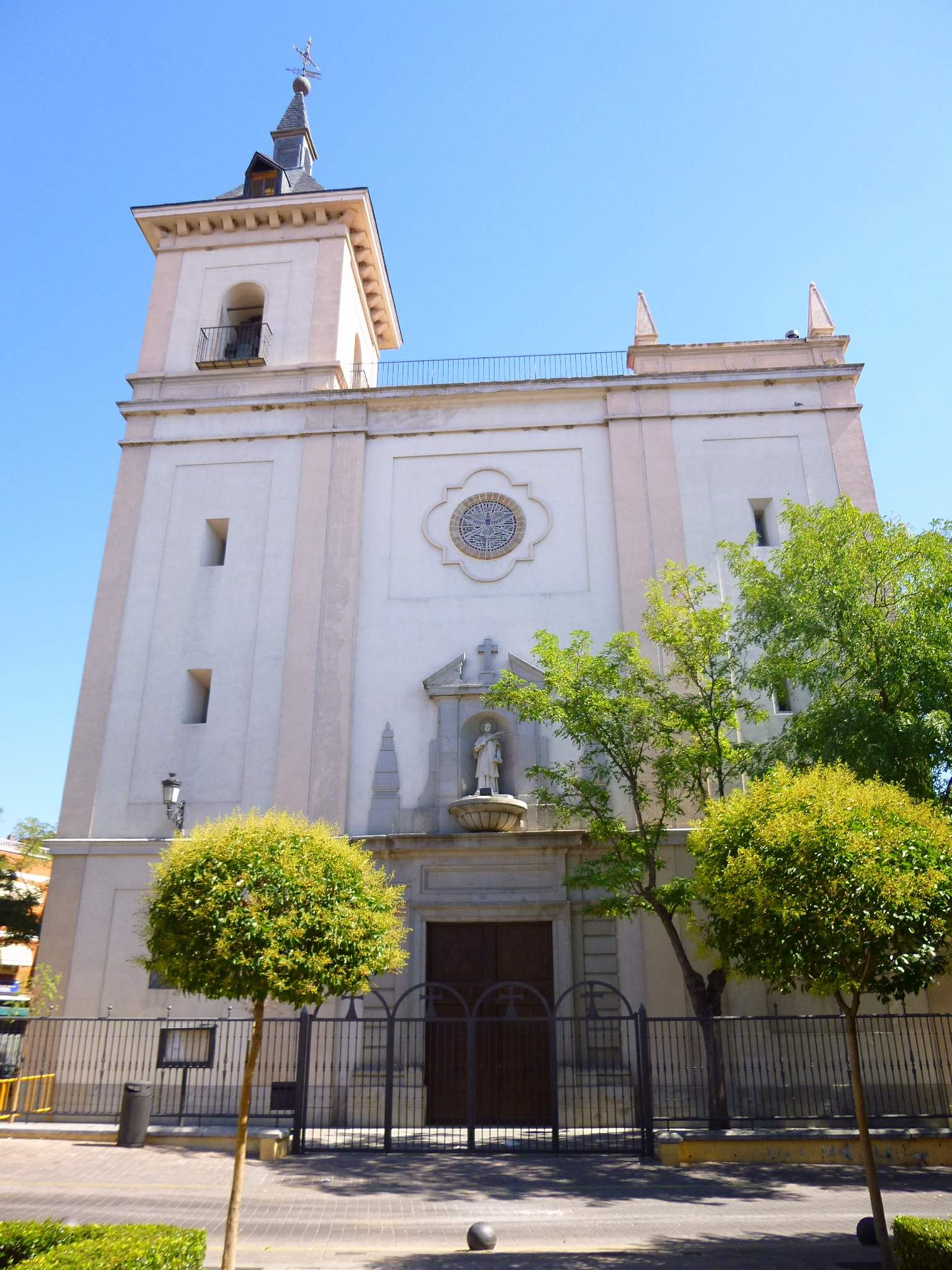
Fachada de la iglesia de San Esteban Protomártir

Los primeros asentamientos documentados de la zona datan del siglo XI en los poblados de Fregacedos y Loranca, a dos kilómetros de la ciudad actual. Sin embargo, hay yacimientos en la zona arqueológica Los Granados pertenecientes a periodos anteriores.
Según las Relaciones de Lorenzana, Fuenlabrada habría sido fundada en 1375 por los habitantes que abandonaron ambas aldeas para crear un nuevo asentamiento en torno a «una fuente vieja, que está labrada a cal y canto», y que utilizaban para abastecerse de agua. Hoy en día ya no quedan restos de esa construcción sobre la que se desarrolló el casco antiguo y la iglesia de San Esteban Protomártir, citada por primera vez en 1427.
En el siglo XVI era una aldea incorporada al alfoz de Madrid, de la cual dependía en el plano administrativo y jurisdiccional, con una población de apenas 350 vecinos que se dedicaban mayoritariamente a la agricultura. El desarrollo de la villa se vio muy limitado por la escasez de agua, ya que la fuente original de la que vivían terminó agotándose. Los habitantes que necesitaban agua corriente debían recorrer cuatro kilómetros para ir al manantial de Fregacedos. Todos estos problemas se solucionaron en el siglo XIX con el desarrollo de la canalización y con la instalación de dos nuevas fuentes: la fuente de los Cuatro Caños (1859) y la Fuente Honda (1870, actual Cruz de Luisa).
En 1790 se inauguró un edificio para el ayuntamiento de Fuenlabrada, ubicado en la actual plaza de España, que fue reconstruido en 1879 con un estilo clasicista. Aunque ya no alberga la sede de gobierno, ha sido reformulado como centro juvenil y es uno de los pocos vestigios que se conservan del patrimonio histórico.
A mediados del siglo XIX, el lugar contaba con una población censada de 2027 habitantes. La localidad aparece descrita en el octavo volumen del Diccionario geográfico-estadístico-histórico de España y sus posesiones de Ultramar de Pascual Madoz de la siguiente manera:

FUEN LABRADA: l. con ayunt. dela prov., aud. terr. y c. g. de Madrid (3 leg.), part. jud. de Getafe (1), dióc. de Toledo (10): sit. en terreno llano, le combaten todos los vientos, y su clima algún tanto frio, es bastante sano, no padeciéndose mas enfermedades que las estacionales: tiene sobre 480 casas grandes y espaciosas, pero construidas con pobre gusto y escasas comodidades para sus vec.; pues tienen pocas habitaciones si bien grandes corrales; hay una plaza, casa de ayunt. en mal estado, que sirve á la par de cárcel; escuela de instruccion primaria para niños, á la que concurren como 80 que se hallan á cargo de un maestro dotado con 8 rs. diarios, otra para niñas á la que asisten 30, cuya maestra recibe 1, 2 y 4 rs. segun su edad; varios pozos, de cuyas aguas se utilizan los vec. para sus usos y el de los ganados, y una igl. parr. (San Esteban Proto-martir) servida por un párroco, curato de térm. y patronato del Estado, un teniente nombrado por el cura, un beneficiado de real nombramiento y varios capellanes patrimoniales. El edificio es de arquitectura moderna y de bastante capacidad: en los afueras de la pobl y al O. se encuentra el cementerio en paraje que no ofende la salud pública; 2 pequeños paseos con arbolado y 4 ermilas, la Virgen de Belen, al N.; San Gregorio, también al N.; el Sto. Cristo del Calvario, al E., y Sta. Ana, al S. El térm. se estiende 1/2 leg., de N. á S., y 3/4 de E. á O., y confina N. Leganes; E. Getafe; S. Parla, y O. Humanes: se encuentra en él una fuente que surte al pueblo de aguas potables; un prado como de 80 fan. de estension, algunos huertos y el desp. titulado Fragacedos. El terreno, aunque, algo flojo, es bueno para trigo y otras semillas. caminos: los que dirigen á los pueblos limítrofes de rueda y en buen estado. El correo se recibe de la cab. del part. por balijero. prod.: buen trigo, cebada, garbanzos, almortas, habas, algarrobas y alguna hortaliza, y mantiene ganado lanar, vacuno y mular. ind. y comercio: la agrícola, 10 telares para mantas jerga y costales, y arrieria que esportan trigo, cebada y paja. pobl.: 487 vecinos, 2,027 almas. cap. prod.: 15.257,677. imp.: 577,542. contr. segun el cálculo general y oficial de la prov.: 9'65 por 100. presupuesto municipal asciende á unos 20,000 rs. que se cubren con el prod. de propios.
(Madoz, 1847, p. 204)

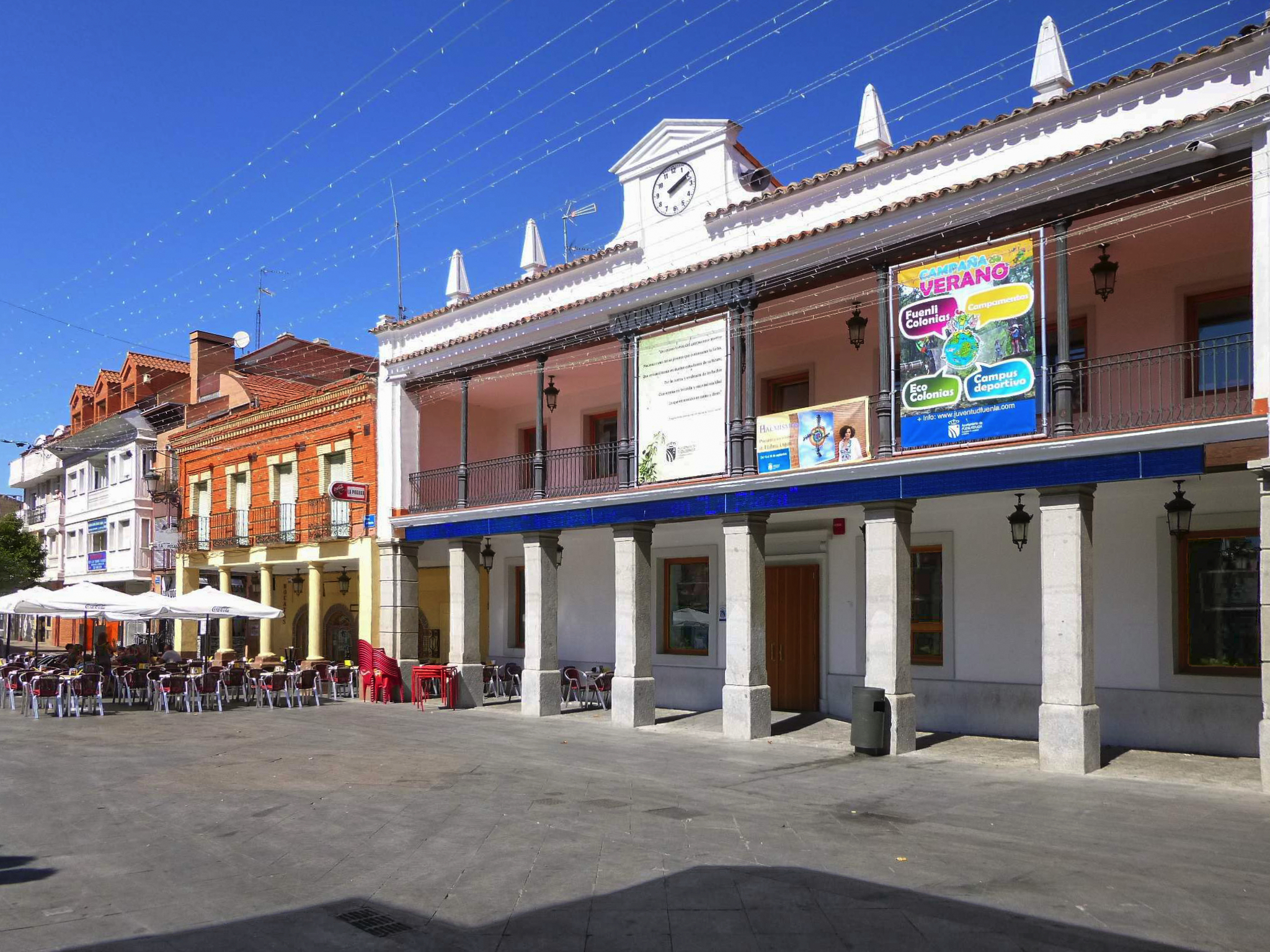
Antiguo ayuntamiento, de 1879, situado en la plaza de España

Las infraestructuras mejoraron a finales del siglo XIX con la inauguración de la estación de ferrocarril en 1876, integrada en el trazado entre Madrid y Cáceres. Además se abrió una carretera de tercer nivel que conectaba al municipio con Madrid pasando por Leganés. A comienzos del siglo XX la población apenas superaba los 2500 habitantes, en su mayoría agricultores y jornaleros.
En 1948 se produjo un hecho anecdótico vinculado a la Ley de Sucesión: Fuenlabrada fue la primera ciudad que pisó el príncipe Juan Carlos cuando se trasladó a España para completar su educación bajo tutela de la dictadura franquista. La primera parada del heredero al trono estaba prevista en Villaverde pero fue modificada por motivos de seguridad. Después de llegar a la estación a través del Lusitania Expreso, llamó a su padre Juan de Borbón y fue trasladado al cerro de los Ángeles.
El desarrollo urbano de Fuenlabrada tuvo lugar a comienzos de la década de 1970, igual que en otros municipios del sur de Madrid, por la necesidad de reducir la concentración poblacional urbana. Muchos de los nuevos habitantes eran familias jóvenes y trabajadores procedentes del interior de España —en su mayoría de Castilla, Extremadura y Andalucía— que no podían permitirse una vivienda en la capital. A partir de ahí se inauguraron nuevos barrios, promociones inmobiliarias, polígonos industriales y carreteras para conectarla con los municipios vecinos. De este modo la población pasó de 7300 habitantes en 1970 a más de 65 180 vecinos en 1980, el mayor auge demográfico nacional en ese periodo.
El Plan General de Ordenación Urbana de 1986 ajustó el crecimiento tanto en los nuevos barrios como en el casco antiguo, y sirvió para dotar a la ciudad de equipamientos y servicios públicos que evitasen su dependencia de la capital. En este periodo se inauguraron modernas dotaciones como el polideportivo Fernando Martín (1991), la universidad pública Rey Juan Carlos (1996), el nuevo ayuntamiento (1998), el Hospital Universitario de Fuenlabrada (2003) y el centro de arte Tomás y Valiente (2005). Por otra parte, Metro de Madrid incluyó al municipio en el trazado de la línea 12 con cinco estaciones que empezaron a funcionar en 2003.
En la década de 2010 Fuenlabrada se convirtió en la cuarta ciudad más habitada de la Comunidad de Madrid, con más de 193 000 vecinos. Desde 2006 forma parte de la Ley de Grandes Ciudades de España.

## Demografía
Fuenlabrada cuenta con una población de 190 790 habitantes (INE 2024). 
| Gráfica de evolución demográfica de Fuenlabrada entre 1842 y 2021                                                   |
| |
| Población de derecho según los censos de población del INE Población de hecho según los censos de población del INE |

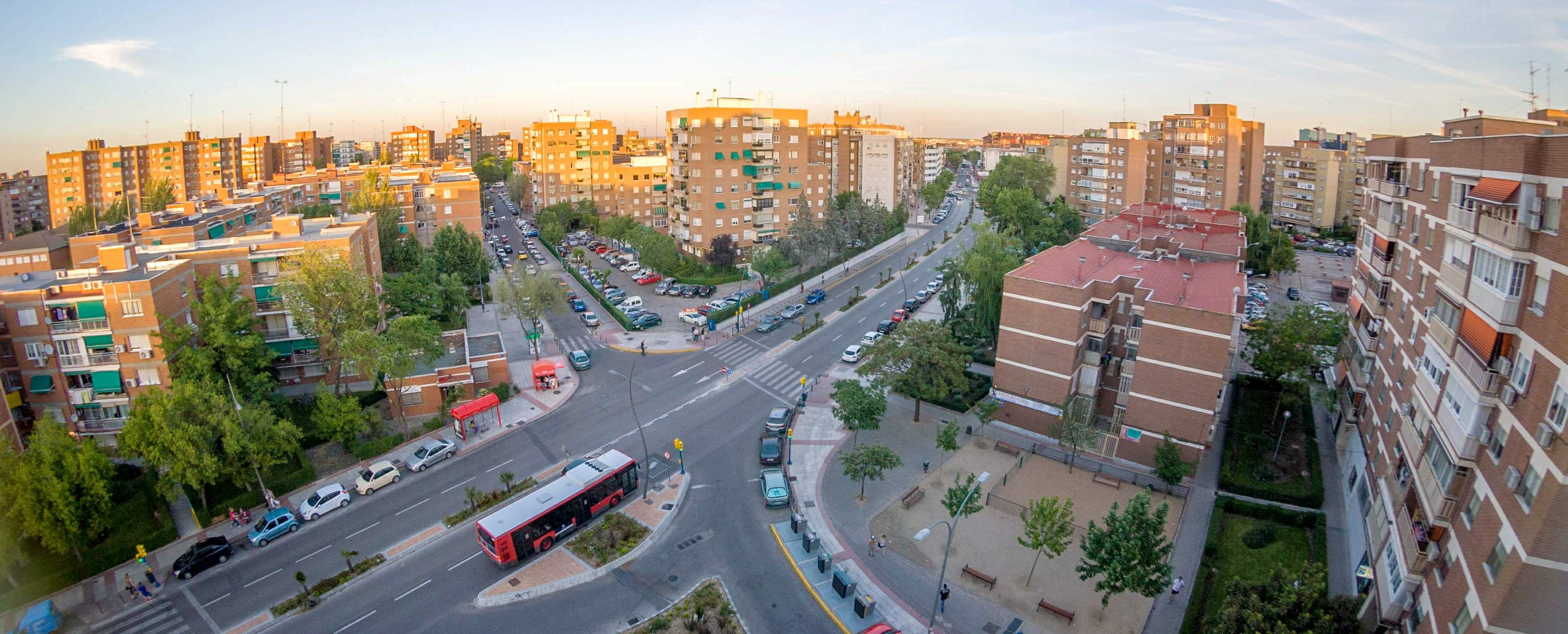
Panorámica de Fuenlabrada en la que pueden apreciarse varios bloques de viviendas

La ciudad ha experimentado un gran crecimiento relacionado con el desarrollo económico de Madrid. A comienzos de los años 1970 la población era de apenas 7300 habitantes, a diferencia de otras localidades vecinas como Leganés o Getafe donde ya notaban un ascenso. Sin embargo, en ese periodo se produjo la llegada masiva de jóvenes familias y de trabajadores procedentes del interior de España que no podían permitirse una vivienda en la capital, convirtiéndose en una ciudad dormitorio. En el censo de 1981 ya había registrados 77 626 habitantes, lo que representa un vertiginoso crecimiento del 959 %, y a finales del siglo XX el censo era de 173 000 vecinos.

## Economía

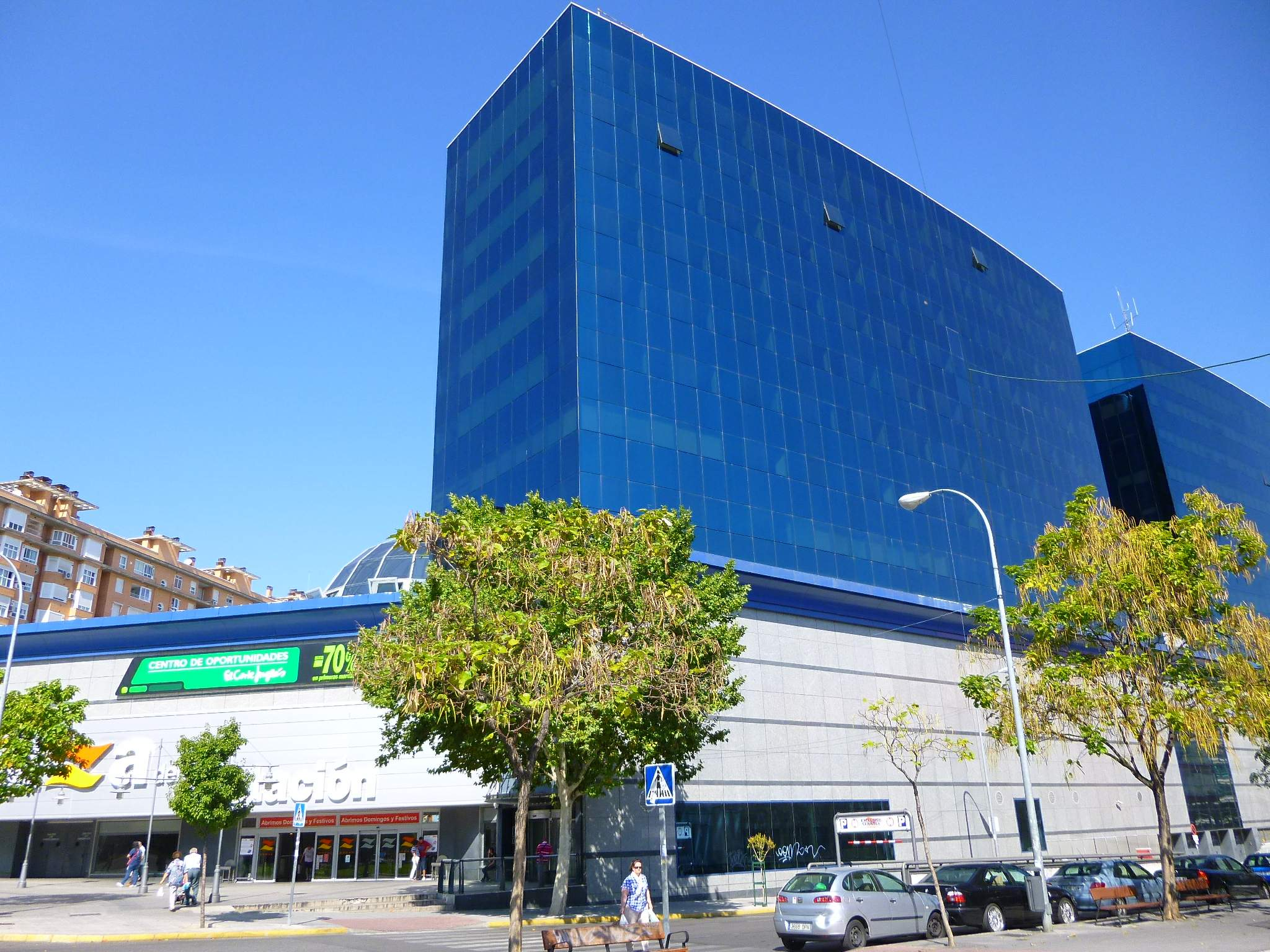
Centro comercial Plaza de la Estación, inaugurado en 2004

Fuenlabrada tenía en 2017 una renta media bruta de 22 691 euros al año. Aunque durante siglos ha sido un pueblo eminentemente agrícola, desde la década de 1970. Su economía está centrada en la industria y el sector servicios. Basándose en los datos de contratación de naves industriales de la Comunidad de Madrid, Fuenlabrada representa el 25 % de la actividad industrial autonómica.
Entre los diez parques industriales que rodean la ciudad destaca el polígono industrial Cobo Calleja, con una extensión de 162 hectáreas y más de 1500 empresas localizadas. Gran parte de su actividad se explica por la apertura de negocios de importación mayorista de productos fabricados en China, lo que le convierte en el mayor recinto empresarial chino de toda la Unión Europea. Está conectado al municipio a través de la autovía de Toledo y la M-506. También cuenta con el polígono de Sonsoles, próximo a Cobo Calleja; y el polígono de El Palomo al este de la ciudad.
El peso actual de la agricultura es muy reducido, pero el ayuntamiento de Fuenlabrada ha reservado terrenos en su término municipal para impulsar la continuidad del primer sector en el sur de Madrid. El proyecto «Parque Agrario de Fuenlabrada» abarca más de 800 hectáreas de parcelas de regadío y de secano en la zona de Fregacedos, y su propósito es fomentar la agricultura de proximidad.

## Administración y política

### Gobierno municipal

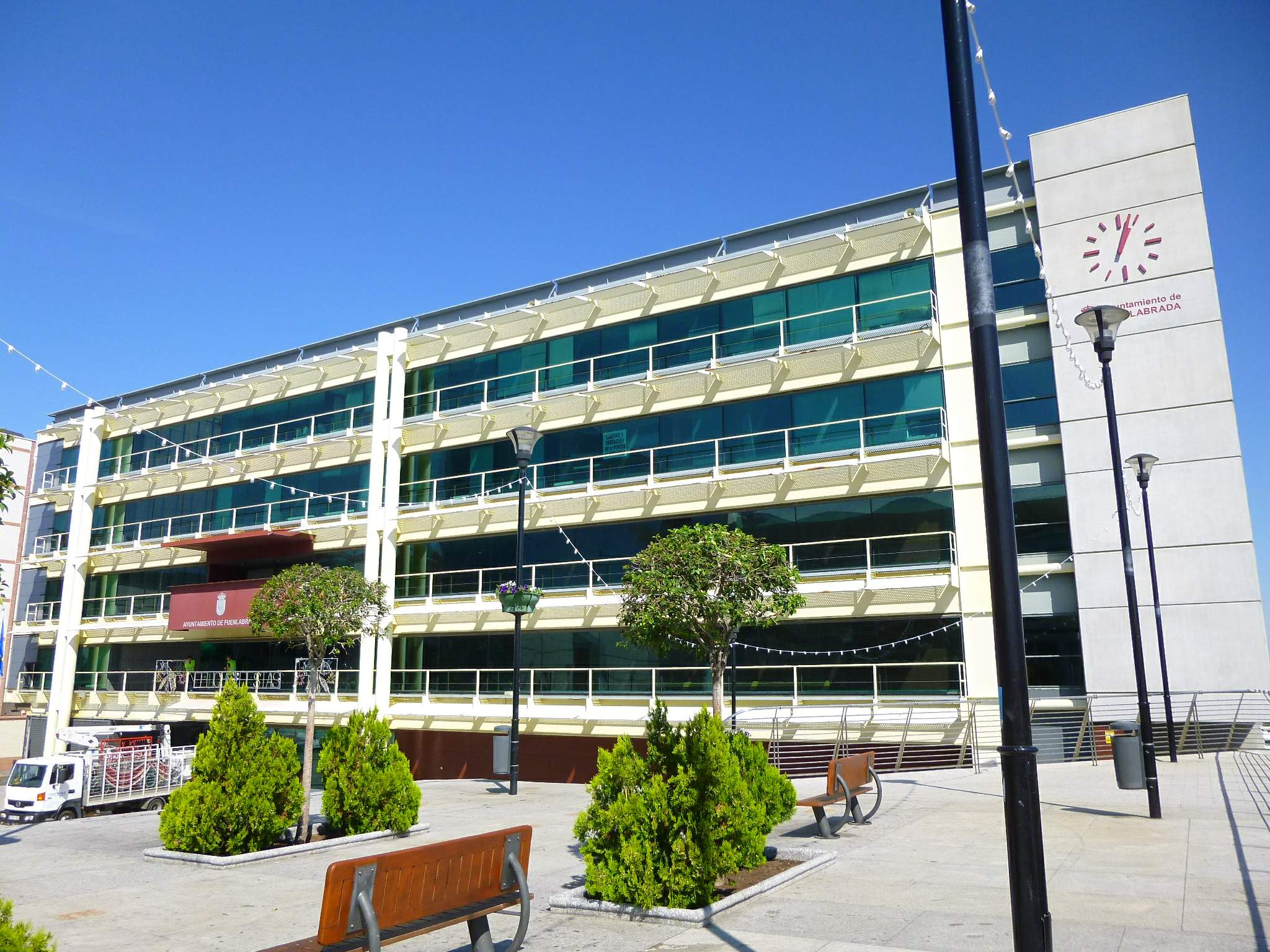
Sede del ayuntamiento de Fuenlabrada en la plaza de la Constitución

La ciudad de Fuenlabrada está gobernada por el Ayuntamiento de Fuenlabrada, cuyos representantes son elegidos en las elecciones municipales cada cuatro años por sufragio universal. Se trata del organismo con más competencias de la ciudad, ya que regula la vida diaria de los ciudadanos y competencias como el transporte, la planificación urbanística y los servicios municipales entre otros. Desde 2018 el alcalde de Fuenlabrada es el socialista Javier Ayala Ortega.
Los órganos de gobierno local son el Pleno Municipal —formado por 27 concejales—, las Comisiones de Trabajo, y la Junta de Gobierno Local presidida por el alcalde. Los plenos se celebran en el edificio del ayuntamiento de Fuenlabrada, situado en la plaza de la Constitución. Desde su inclusión en la Ley de Grandes Ciudades, Fuenlabrada está dividida en 14 barrios, agrupados administrativamente en seis Juntas de Distrito que canalizan la participación ciudadana de los vecinos.
Por encima del ayuntamiento se encuentra el Gobierno de la Comunidad de Madrid, encargado de sus correspondientes competencias transferidas por el Estado. Dado que Madrid es una comunidad autónoma uniprovincial, no existe diputación. El máximo organismo es la Administración General del Estado, coordinada a través de la delegación del Gobierno, que se ocupa de materias como la seguridad, la Justicia y los trenes de Renfe.
Desde la recuperación de la democracia, Fuenlabrada se ha caracterizado por ser uno de los núcleos de voto a partidos de izquierda en la Comunidad de Madrid, conformando el apodado «cinturón rojo», y siempre ha contado con alcaldes del Partido Socialista de Madrid.
Las últimas elecciones municipales se celebraron el 26 de mayo de 2019, que ganó el Partido Socialista Obrero Español por mayoría absoluta, obteniendo 16 concejales.
| Periodo   | Nombre                        | Partido | Partido                                  |
| --------- | ----------------------------- | ------- | ---------------------------------------- |
| 1979-1983 | Manuel de la Rocha Rubí       |         | Partido Socialista Obrero Español (PSOE) |
| 1983-2002 | José Quintana Viar            |         | Partido Socialista Obrero Español (PSOE) |
| 2002-2018 | Manuel Robles Delgado         |         | Partido Socialista Obrero Español (PSOE) |
| 2018-act. | Francisco Javier Ayala Ortega |         | Partido Socialista Obrero Español (PSOE) |

| Partido político                                                   | 2023        | 2023        | 2023        | 2019        | 2019        | 2019        | 2015  | 2015   | 2015       | 2011  | 2011   | 2011       | 2007  | 2007   | 2007       |
| Partido político                                                   | %           | Votos       | Concejales  | %           | Votos       | Concejales  | %     | Votos  | Concejales | %     | Votos  | Concejales | %     | Votos  | Concejales |
| Partido Socialista Obrero Español (PSOE)                           | 50,35       | 51 908      | 16          | 55,54       | 48 743      | 16          | 45,26 | 40 649 | 13         | 41,98 | 35 284 | 12         | 54,16 | 44 684 | 16         |
| Partido Popular (PP)                                               | 20,37       | 23 278      | 7           | 10,92       | 9581        | 3           | 16,91 | 15 188 | 5          | 38,39 | 32 977 | 11         | 31,37 | 25 880 | 9          |
| Vox                                                                | 11,13       | 10 630      | 3           | 7,20        | 6317        | 2           | 0,86  | 774    | 0          | —     | —      | —          | —     | —      | —          |
| Más Madrid                                                         | 5,42        | 5178        | 1           | 3,66        | 3210        | 0           | —     | —      | —          | —     | —      | —          | —     | —      | —          |
| Podemos-Izquierda Unida (IU)-Ganar Fuenlabrada (GF)                | 2,98        | 2851        | 0           | 6,54        | 5739        | 2           | 14,57 | 13 090 | 6          | —     | —      | —          | —     | —      | —          |
| Ciudadanos (CS)                                                    | 0,92        | 880         | 0           | 13,31       | 11 685      | 4           | 13,11 | 11 770 | 4          | —     | —      | —          | 0,35  | 320    | 0          |
| Izquierda Unida (IU)-Los Verdes (LV)                               | Con Podemos | Con Podemos | Con Podemos | Con Podemos | Con Podemos | Con Podemos | 5,66  | 5086   | 1          | 10,70 | 9192   | 3          | 8,46  | 6984   | 2          |
| Equo                                                               | —           | —           | —           | 1,37        | 1200        | 0           | —     | —      | —          | —     | —      | —          | —     | —      | —          |
| Actúa (PACT)-La Izquierda Hoy (LIH)-Gira Madrid-Los Verdes (GM-LV) | —           | —           | —           | 1,01        | 885         | 0           | —     | —      | —          | —     | —      | —          | —     | —      | —          |
| Unión Progreso y Democracia (UPyD)                                 | —           | —           | —           | —           | —           | —           | 2,48  | 2218   | 0          | 5,74  | 4926   | 1          | —     | —      | —          |
| Unidad de Centro (UDEC)                                            | —           | —           | —           | —           | —           | —           | —     | —      | —          | 0,79  | 681    | 0          | —     | —      | —          |
| Unión Centrista Liberal (UCL)                                      | —           | —           | —           | —           | —           | —           | —     | —      | —          | 0,71  | 607    | 0          | —     | —      | —          |
| Democrátas Populares de Fuenlabrada (DPF)                          | —           | —           | —           | —           | —           | —           | —     | —      | —          | —     | —      | —          | 3,39  | 2795   | 0          |
| Partido Humanista (PH)                                             | —           | —           | —           | —           | —           | —           | —     | —      | —          | —     | —      | —          | 0,84  | 692    | 0          |

### Organización territorial
Fuenlabrada está dividida administrativamente en seis distritos:
1. Loranca-Nuevo Versalles-Parque Miraflores — situado en el margen noroeste, en unos terrenos anteriormente ocupados por los antiguos asentamientos de Loranca y Fregacedos, que han sido reurbanizados con la expansión de la ciudad.
2. Vivero-Hospital de Fuenlabrada-Universidad — expansión de la ciudad al sureste, alberga el Hospital de Fuenlabrada, la Universidad Rey Juan Carlos y el Estadio Fernando Torres.
3. El Naranjo-La Serna — extensión urbana al norte de la ciudad, conectada a través de la estación de La Serna y la avenida de Europa.
4. Cerro-El Molino — núcleo urbano al oeste de la ciudad, que está separado del centro por la vía del tren. Allí se encuentran la estación de Fuenlabrada Central, el ayuntamiento y la fuente de las Escaleras.
5. El Arroyo-La Fuente — considerado el centro histórico de la ciudad, agrupa todos los edificios históricos del casco antiguo y avanza hacia el sur con el parque del Olivar y el cementerio.
6. La Avanzada-La Cueva — extensión urbana al noreste de la ciudad. Acoge el Centro de Arte Tomás y Valiente.

El urbanismo de Fuenlabrada ha estado ligado al desarrollismo urbano a partir de la década de 1970, que ha tratado de corregirse mediante la aprobación de Planes Generales de Ordenación Urbana y la dotación de equipamientos públicos. La línea de ferrocarril divide al municipio en dos mitades porque fue construida en una cota más baja que el suelo circundante, algo notable al expandirse las construcciones hacia el oeste. Aunque se han planteado distintos proyectos para solucionarlo, como soterramientos parciales y la elevación de altura en la plaza de la Estación, todavía no hay un plan viable que permita soterrar toda la vía.

## Geografía

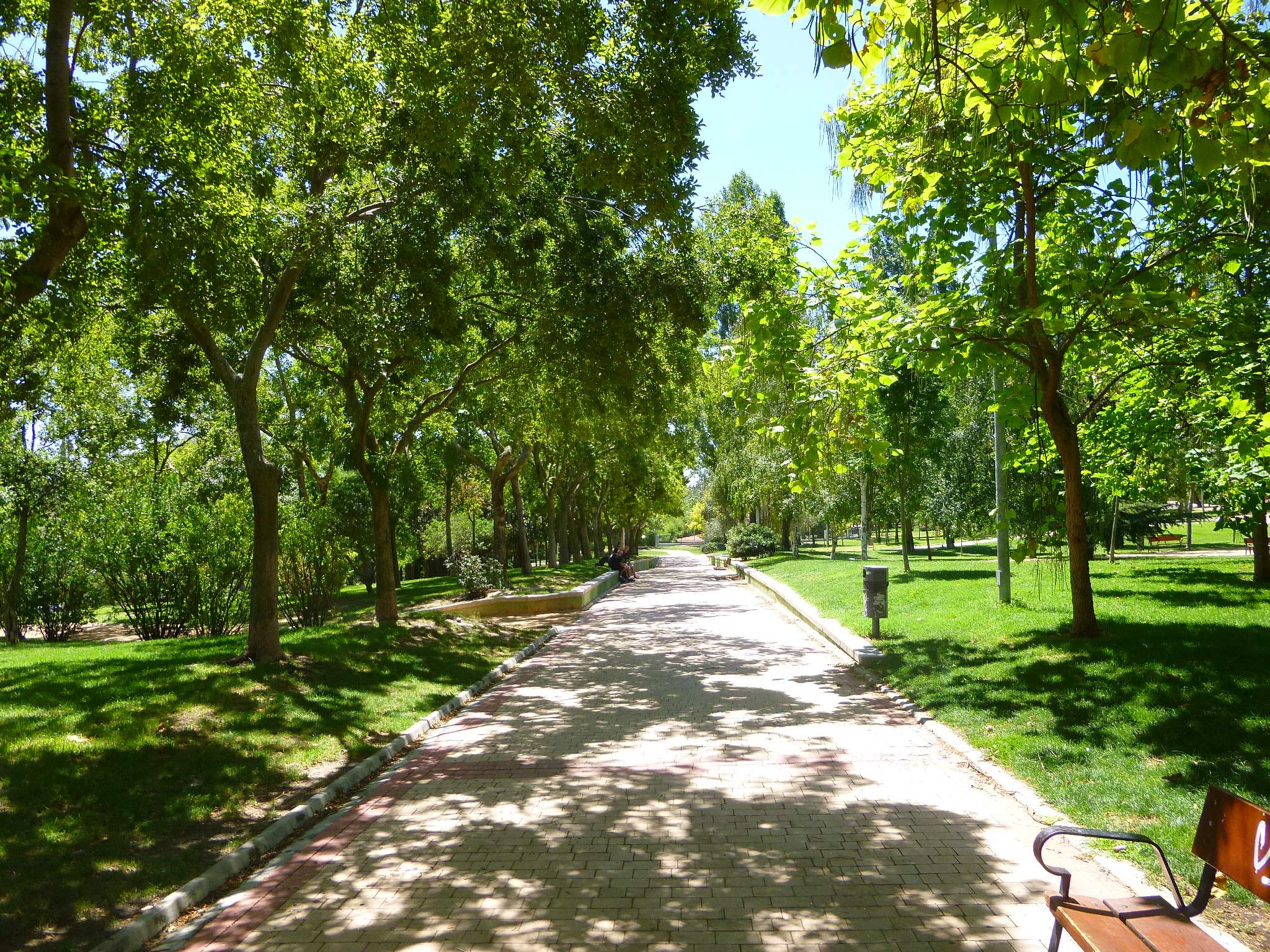
Zona verde en el parque de la Paz

La población se encuentra en la zona central de la península ibérica, a 13 km al suroeste del cerro de los Ángeles, centro geográfico de la Península. Está situada a 664 m sobre el nivel del mar, una altura ligeramente superior a la de la capital. Las coordenadas de la ciudad son 40°17′N 3°47′O / 40.283, -3.783.
El contexto geográfico y climático de Fuenlabrada es el de la Submeseta Sur, dentro de la Meseta Central. La ciudad está situada a pocos[cita requerida] kilómetros de la sierra de Guadarrama e hidrográficamente se encuentra emplazada en la cuenca del Tajo.
| Noroeste: Móstoles y Alcorcón | Norte: Alcorcón y Leganés | Nordeste: Leganés y Getafe |
| Oeste: Móstoles               |                           | Este: Getafe               |
| Suroeste: Moraleja de Enmedio | Sur: Humanes de Madrid    | Sureste: Parla y Pinto     |

### Hidrografía

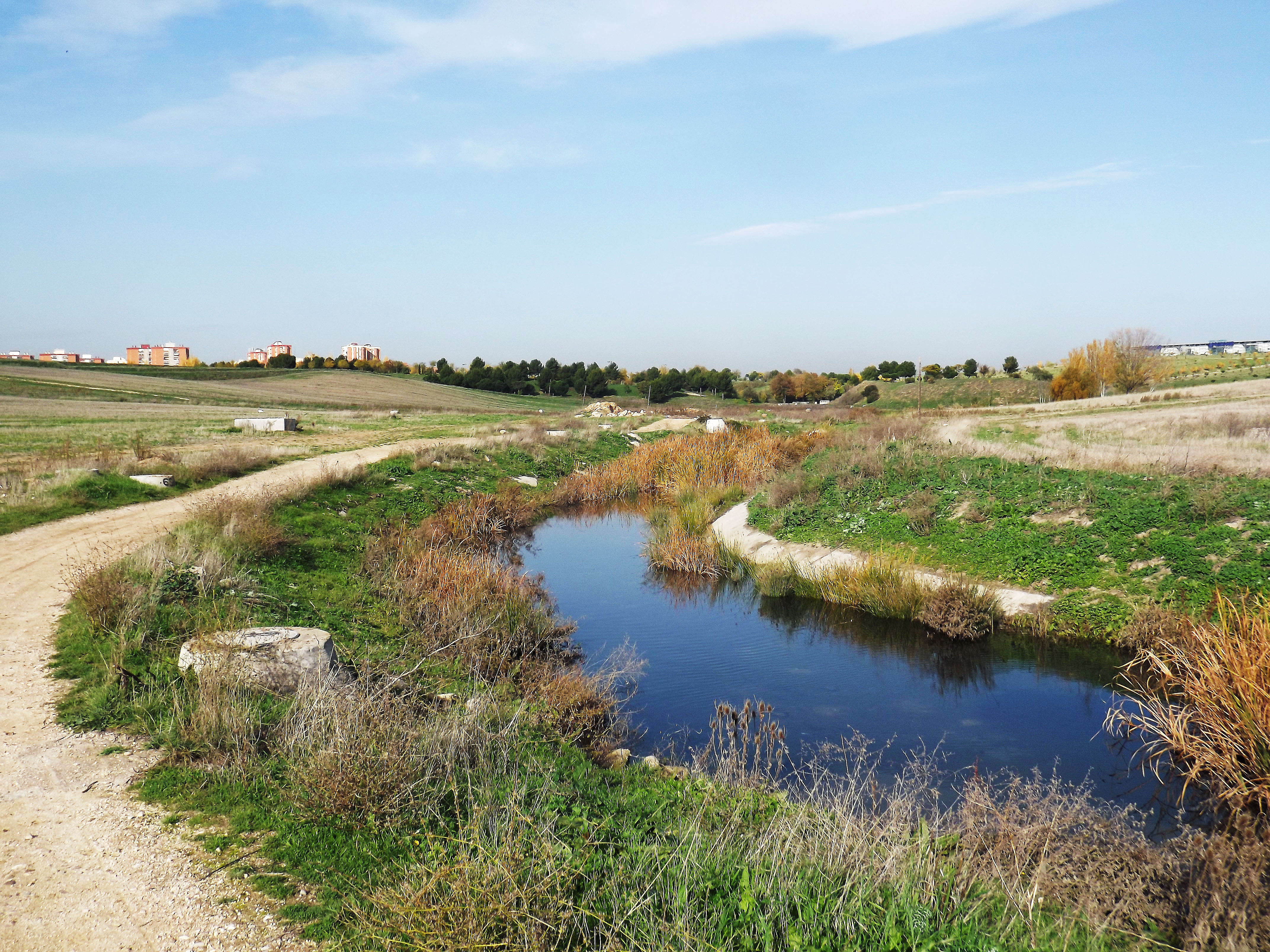
El arroyo Culebro a su paso por Fuenlabrada

La ciudad está rodeada por arroyos poco caudalosos. Al norte los más importantes son la laguna del Barranco del Canto Echado y el arroyo Culebro (La Recomba), el afluente más importante del río Manzanares en su curso bajo; a su paso por el este discurre por un paraje conocido como La Vega, donde había numerosas huertas hasta la década de 1970.
Al oeste, próximo a Loranca, se encuentran el arroyo de Fregacedos y el arroyo de la Solana; parte del actual barrio está rodeado por el parque Lago de Loranca, un parque artificial con más de 8000 hectáreas de pradera y humedales.

### Clima
El clima local es mediterráneo continentalizado, y se caracteriza por una mayor amplitud térmica anual y menor cantidad de precipitaciones debido a su altitud y lejanía del mar. Al igual que otras ciudades madrileñas, está condicionado también por las condiciones urbanas que generan una «isla de calor»: los inviernos son moderadamente fríos, mientras que los veranos son muy calurosos y con pocas precipitaciones.
| Parámetros climáticos promedio de Fuenlabrada, Madrid | Parámetros climáticos promedio de Fuenlabrada, Madrid | Parámetros climáticos promedio de Fuenlabrada, Madrid | Parámetros climáticos promedio de Fuenlabrada, Madrid | Parámetros climáticos promedio de Fuenlabrada, Madrid | Parámetros climáticos promedio de Fuenlabrada, Madrid | Parámetros climáticos promedio de Fuenlabrada, Madrid | Parámetros climáticos promedio de Fuenlabrada, Madrid | Parámetros climáticos promedio de Fuenlabrada, Madrid | Parámetros climáticos promedio de Fuenlabrada, Madrid | Parámetros climáticos promedio de Fuenlabrada, Madrid | Parámetros climáticos promedio de Fuenlabrada, Madrid | Parámetros climáticos promedio de Fuenlabrada, Madrid | Parámetros climáticos promedio de Fuenlabrada, Madrid |
| Mes                                                   | Ene.                                                  | Feb.                                                  | Mar.                                                  | Abr.                                                  | May.                                                  | Jun.                                                  | Jul.                                                  | Ago.                                                  | Sep.                                                  | Oct.                                                  | Nov.                                                  | Dic.                                                  | Anual                                                 |
| ----------------------------------------------------- | ----------------------------------------------------- | ----------------------------------------------------- | ----------------------------------------------------- | ----------------------------------------------------- | ----------------------------------------------------- | ----------------------------------------------------- | ----------------------------------------------------- | ----------------------------------------------------- | ----------------------------------------------------- | ----------------------------------------------------- | ----------------------------------------------------- | ----------------------------------------------------- | ----------------------------------------------------- |
| Temp. máx. media (°C)                                 | 10.5                                                  | 12.7                                                  | 16.8                                                  | 18.6                                                  | 23.0                                                  | 29.3                                                  | 33.2                                                  | 32.5                                                  | 27.5                                                  | 20.6                                                  | 14.5                                                  | 10.7                                                  | 20.8                                                  |
| Temp. media (°C)                                      | 5.9                                                   | 7.5                                                   | 10.8                                                  | 12.7                                                  | 16.8                                                  | 22.4                                                  | 25.9                                                  | 25.4                                                  | 21.1                                                  | 15.3                                                  | 9.8                                                   | 6.5                                                   | 15.0                                                  |
| Temp. mín. media (°C)                                 | 1.2                                                   | 2.4                                                   | 4.9                                                   | 6.9                                                   | 10.5                                                  | 15.6                                                  | 18.5                                                  | 18.2                                                  | 14.6                                                  | 9.9                                                   | 5.0                                                   | 2.4                                                   | 9.2                                                   |
| Días de lluvias (≥ 1 mm)                              | 5.5                                                   | 5.1                                                   | 4.1                                                   | 6.5                                                   | 6.3                                                   | 2.9                                                   | 1.4                                                   | 1.7                                                   | 2.9                                                   | 6.6                                                   | 6.1                                                   | 6.6                                                   | 55.6                                                  |
| Días de nevadas (≥ 1 mm)                              | 1.0                                                   | 1.1                                                   | 0.3                                                   | 0.1                                                   | 0.0                                                   | 0.0                                                   | 0.0                                                   | 0.0                                                   | 0.0                                                   | 0.0                                                   | 0.0                                                   | 0.6                                                   | 3.2                                                   |
| Horas de sol                                          | 150                                                   | 172                                                   | 222                                                   | 237                                                   | 279                                                   | 326                                                   | 368                                                   | 339                                                   | 256                                                   | 202                                                   | 152                                                   | 124                                                   | 2850                                                  |
| Humedad relativa (%)                                  | 76                                                    | 68                                                    | 58                                                    | 56                                                    | 52                                                    | 42                                                    | 35                                                    | 38                                                    | 48                                                    | 64                                                    | 73                                                    | 79                                                    | 57                                                    |
| Fuente: http://www.aemet.es 2016                      |                                                       |                                                       |                                                       |                                                       |                                                       |                                                       |                                                       |                                                       |                                                       |                                                       |                                                       |                                                       |                                                       |

## Servicios

### Educación
Educación formal

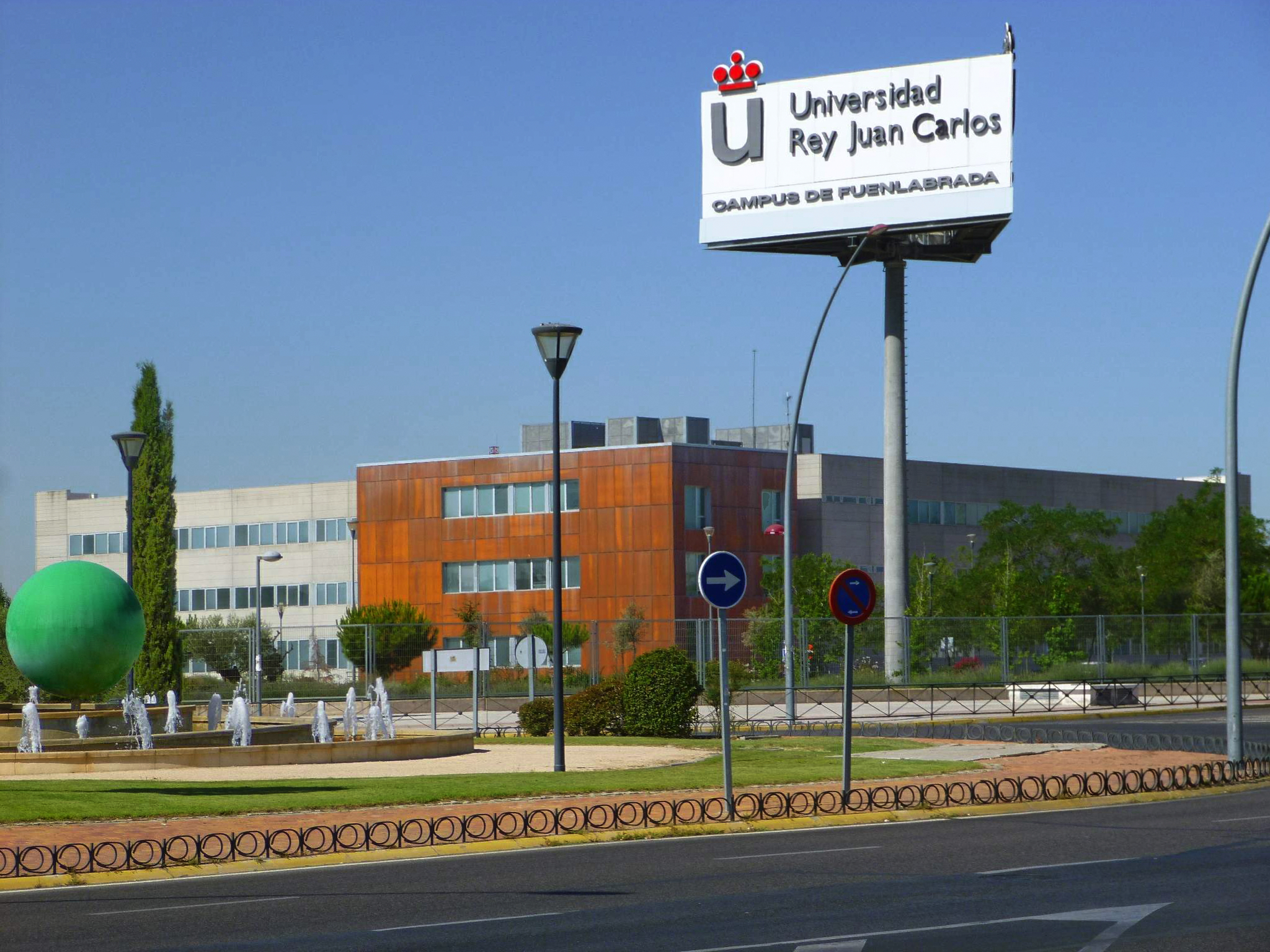
Exterior del campus de la Universidad Rey Juan Carlos

La oferta educativa pública de Fuenlabrada consta de 33 guarderías (once de ellas públicas), 37 colegios públicos de educación primaria, dos centros de educación especial, un centro de adultos público y 14 institutos de educación secundaria.
A ello debe sumarse una oferta privada adicional compuesta por 11 centros concertados y un colegio de pago.
Educación superior
La ciudad alberga un campus de la Universidad Rey Juan Carlos, la segunda universidad pública de la Comunidad de Madrid en número de alumnos matriculados. Dentro de este centro se encuentran la Facultad de Ciencias de la Comunicación, la Escuela Técnica Superior de Ingeniería de Telecomunicación (ETSIT), la Facultad de Ciencias Jurídicas y Sociales, y el Instituto Universitario de Danza «Alicia Alonso». Además dispone de biblioteca, auditorio, laboratorio, instalaciones deportivas y residencia para estudiantes.
Fuenlabrada tiene desde 1992 un aula de la Universidad Nacional de Educación a Distancia (UNED), ubicada hoy en el Centro Municipal de Recursos Educativos Julio Verne.
La oferta complementaria del municipio comprende una Escuela Oficial de Idiomas con cursos de inglés, francés, alemán y chino; varios centros de formación profesional de primer y segundo ciclo; el Centro de Educación para Adultos Paulo Freire, y distintos cursos y talleres municipales adscritos a la educación popular.

### Sanidad

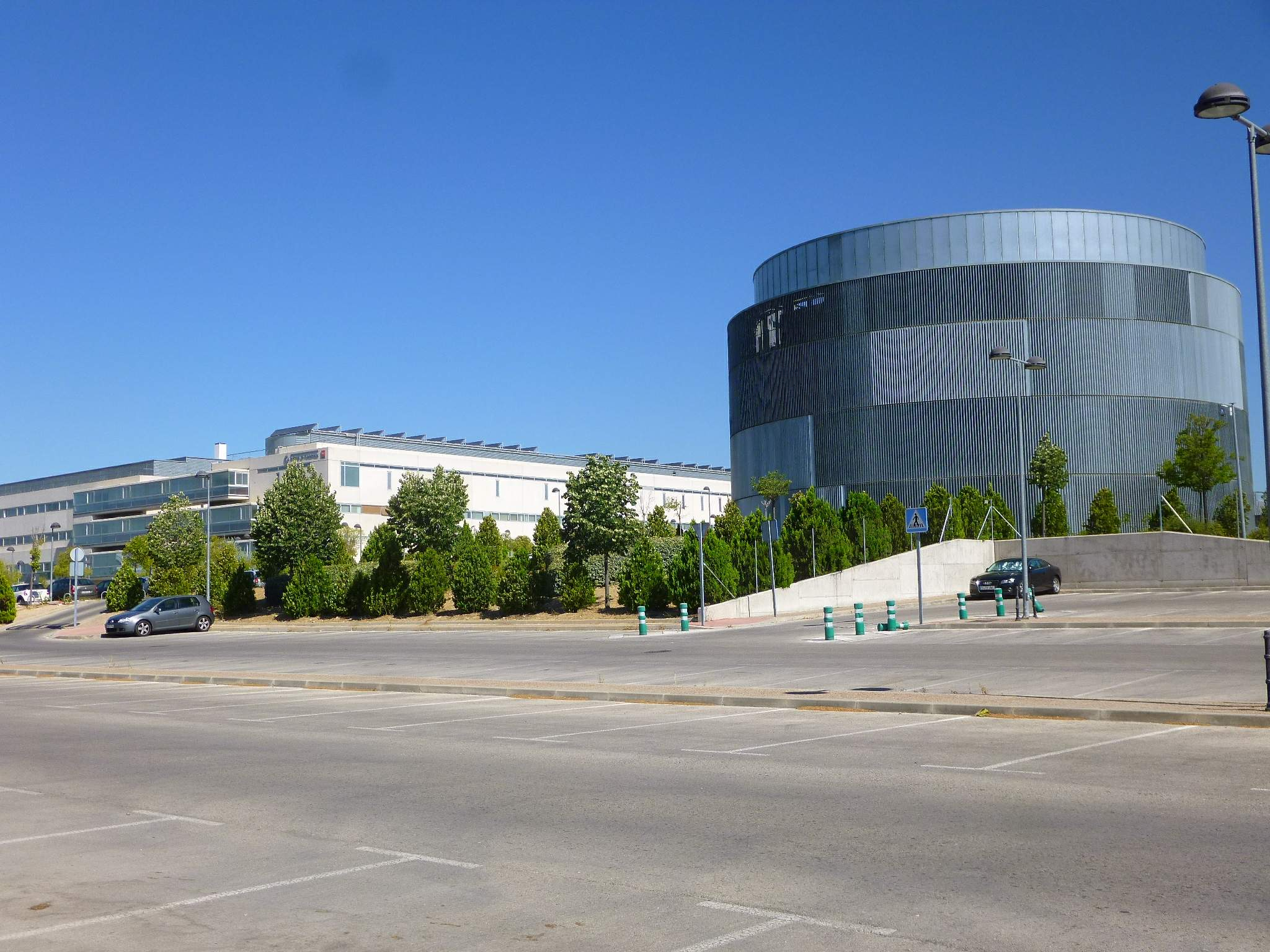
Hospital de Fuenlabrada

El Hospital Universitario de Fuenlabrada es el centro sanitario público de referencia para Fuenlabrada, Humanes de Madrid y Moraleja de Enmedio desde su inauguración en 2004. La oferta sanitaria abarca más de 35 especialidades, si bien en algunas depende de otros centros como el Hospital 12 de Octubre o el Hospital de Getafe. Cuenta con una plantilla formada por más de 1300 trabajadores, y dispone de 406 camas instaladas, 88 locales de consulta, once quirófanos y tres paritorios.
Dentro de la estructura del Hospital de Fuenlabrada se encuentra un centro de especialidades médicas, el CEP El Arroyo. Tiene servicio de urgencias de atención primaria y un centro de salud mental.

### Transporte
La localidad está separada de Madrid a unos 17 km en línea recta y 22,5 km por carretera, y limita al norte con el resto de grandes municipios del cinturón sur: Móstoles, Alcorcón, Leganés y Getafe. El municipio se vio beneficiado por la construcción de la autopista de circunvalación M-50, que ha permitido aliviar parte del tráfico hacia la capital.
Fuenlabrada forma parte de la zona B2 en el baremo para el abono transporte del Consorcio Regional de Transportes de Madrid. Es también la única ciudad de la Comunidad de Madrid que dispone de su propia Empresa Municipal de Transportes.

#### Red vial
Las principales carreteras nacionales son las siguientes:
- A-42: autovía de Toledo, transcurre por el este de la ciudad a la altura del polígono industrial Cobo Calleja y por ella pasan numerosas líneas de autobuses interurbanos. Salidas 16 y 17.
- M-50: autopista de circunvalación de Madrid. Rodea el norte de la ciudad y marca el límite municipal con Leganés. Salidas 55 y 59.
- R-5: autopista de peaje que rodea el oeste de la ciudad, desde Carabanchel hasta Navalcarnero. Salidas 9 (conecta con M-50) y 11 (conecta con M-506).

Las siguientes carreteras pertenecen a la red principal de la Comunidad de Madrid:
- M-405: comienza en Fuenlabrada para unirla con los núcleos urbanos de Humanes y Griñón.
- M-407: comienza en Arroyo Culebro, atraviesa el noroeste de Fuenlabrada y pasa después por Moraleja de Enmedio y Griñón.
- M-409: cruza el sur de Leganés y la Ciudad del Automóvil para llegar al norte de Fuenlabrada, en el barrio de La Avanzada.
- M-413: parte desde el sur de Fuenlabrada por su parte sur, cruza los municipios de Moraleja de Enmedio y Arroyomolinos, y termina en el centro comercial Intu Xanadú.
- M-419: discurre desde el polígono industrial Cobo Calleja hasta la población de Cubas de la Sagra.
- M-506: principal carretera que rodea toda la ciudad por el lado sur, desde Loranca hasta el barrio de Parque Miraflores, y la conecta con Móstoles al oeste y Pinto al este. Marca el límite municipal con Humanes de Madrid.

#### Ferrocarril

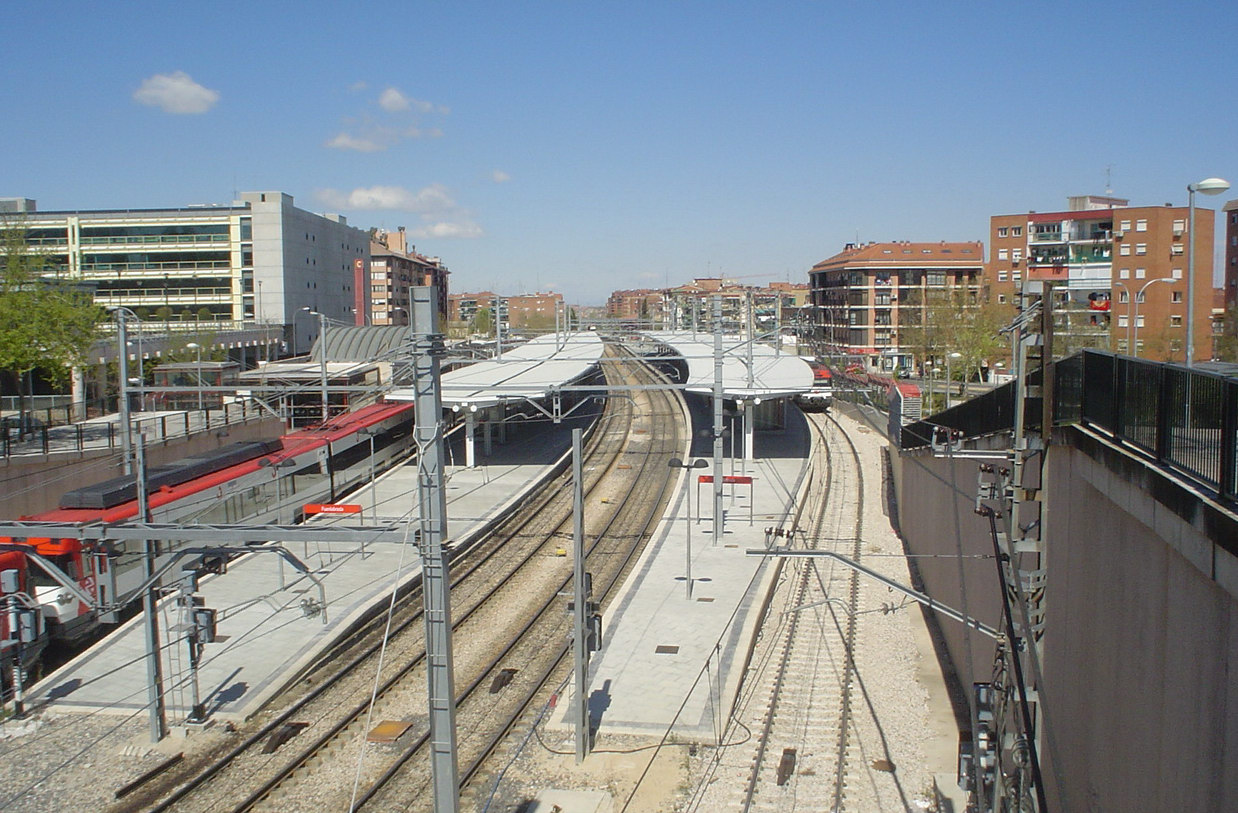
Detalle de la estación de Fuenlabrada. Al fondo a la izquierda aparece el edificio del ayuntamiento

La estación ferroviaria de Fuenlabrada fue inaugurada el 20 de junio de 1876, siendo utilizada por la ya extinta Compañía de los Ferrocarriles de Madrid a Cáceres y Portugal en el tramo desde Madrid a Torrijos. Años después formaría parte de la línea ferroviaria Madrid-Lisboa, y durante un tiempo fue parada del ya extinto Lusitania Expreso. Hoy en día conecta a la ciudad con Cercanías Madrid (línea C-5), tren de Media Distancia (Renfe) y Metro de Madrid (línea 12), con una parada de autobuses a la salida.
Las vías de tren atraviesan el centro de la ciudad. Aunque se han hecho trabajos para reducir su impacto en el trazado urbano, con la construcción de pasos a nivel, no han podido ser soterradas del todo.
En lo que respecta a Cercanías Madrid, la red ferroviaria que conecta Madrid con su área metropolitana, dispone de dos estaciones en la línea C-5: Fuenlabrada (en el centro de la ciudad) y La Serna (al norte en el barrio homónimo). Conecta al norte con la estación de Atocha y al sur con la estación de Humanes, aunque una parte de los trenes que circulan por esta línea finalizan su recorrido e invierten la marcha en Fuenlabrada.

##### Renfe Media Distancia
| Línea MD | Trenes         | Origen/Destino                           | Destino/Origen                                |
| -------- | -------------- | ---------------------------------------- | --------------------------------------------- |
|          | Intercity      | Madrid-Chamartín Madrid-Atocha Cercanías | Badajoz                                       |
|          | Intercity      | Madrid-Atocha Cercanías                  | Huelva Zafra                                  |
| 52       | MD RE Regional | Madrid-Atocha Cercanías                  | Mérida Cáceres Plasencia Talavera de la Reina |

##### Cercanías Madrid
| Línea | Recorrido                                | Estaciones            |
| ----- | ---------------------------------------- | --------------------- |
|       | Móstoles-El Soto - Fuenlabrada / Humanes | La Serna, Fuenlabrada |

##### Metro
Fuenlabrada está integrada desde el 11 de abril de 2003 en la red de Metro de Madrid, con cinco estaciones en la línea 12 (Metrosur):
- Parque de los Estados: salidas hacia calle de La Habana, calle de Venezuela y avenida de los Estados.
- Fuenlabrada Central: salida oeste al paseo de Roma y salida este al paseo de la Estación. Correspondencia con línea C-5 de Cercanías Renfe.
- Parque Europa: salidas hacia calle Francia y calle de Holanda.
- Hospital de Fuenlabrada: salida hacia el camino del Molino, presta servicio tanto al Hospital de Fuenlabrada como a la Universidad Rey Juan Carlos.
- Loranca: salidas a avenida Madres de Mayo y calle de la Alegría.

#### Autobuses

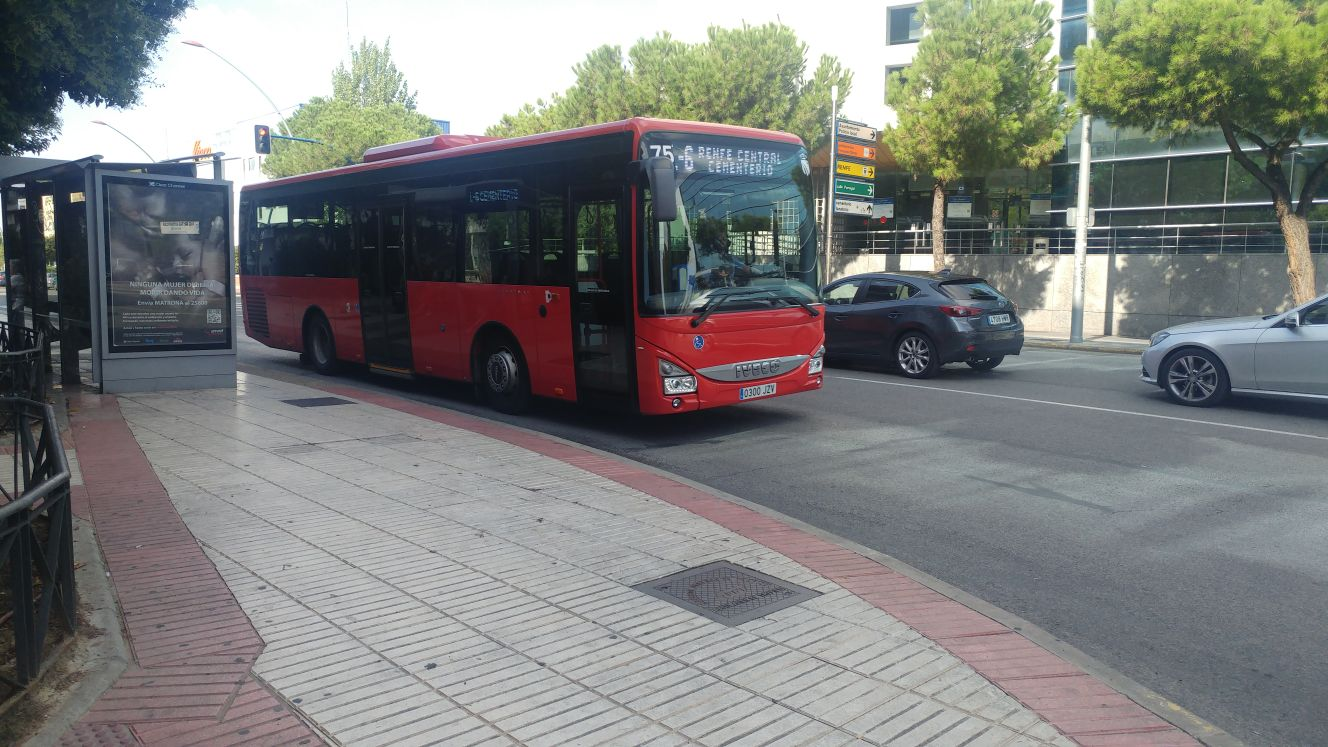
Autobús de la Empresa Municipal de Transportes de Fuenlabrada

Existe una red de autobuses urbanos gestionada, como el resto de la red de transporte público, por el Consorcio de Transportes de Madrid y la Empresa Municipal de Transportes de Fuenlabrada (EMTF). La ciudad sureña es, junto a la capital, la única en toda la Comunidad de Madrid que dispone de su propia empresa desde que fue fundada el 5 de julio de 1983.
La EMTF opera nueve líneas en todo el municipio y mantiene una flota de 30 autobuses, distinguibles de los utilizados en las líneas interurbanas por ser de color rojo. Tanto las cocheras como las oficinas centrales de la EMTF se encuentran en la calle Eduardo Torroja, dentro del polígono industrial El Palomo. A nivel interurbano operan las empresas concesionarias Martín S.A., Avanza Movilidad Integral, y Arriva Madrid.

##### Líneas urbanas
| Línea | Recorrido                              |
| ----- | -------------------------------------- |
| 1     | Polígono Sevilla - Parque Miraflores   |
| 2     | Circular Verde                         |
| 3     | Circular Roja                          |
| 4     | Arroyo - La Fuente – Loranca           |
| 6     | Fuenlabrada Central – Cementerio Nuevo |
| 13    | El Naranjo - Fuenlabrada Central       |
| 5     | Nocturno                               |

##### Líneas interurbanas
| Líneas regulares | Líneas regulares                                                      | Líneas regulares          |
| Línea            | Recorrido                                                             | Concesionaria             |
| ---------------- | --------------------------------------------------------------------- | ------------------------- |
| 455              | Getafe - Pinto                                                        | Avanza Movilidad Integral |
| 460              | Madrid (Plaza Elíptica) - Parla - Batres                              | Avanza Movilidad Integral |
| 461              | Madrid (Plaza Elíptica) – Parla                                       | Avanza Movilidad Integral |
| 462              | Getafe - Parla                                                        | Avanza Movilidad Integral |
| 463              | Madrid (Plaza Elíptica) – Torrejón de Velasco                         | Avanza Movilidad Integral |
| 464              | Madrid (Plaza Elíptica) - Parla – Yunclillos                          | Avanza Movilidad Integral |
| 468              | Getafe – Griñón / Casarrubuelos / Serranillos                         | Avanza Movilidad Integral |
| 469              | Madrid (Plaza Elíptica) - Parla (Parla Este)                          | Avanza Movilidad Integral |
| 470              | Madrid (Plaza Elíptica) - Humanes - Griñón - Serranillos del Valle    | Avanza Movilidad Integral |
| 471              | Humanes de Madrid - Fuenlabrada - Parla - Pinto                       | Avanza Movilidad Integral |
| 491              | Madrid (Aluche) – Fuenlabrada (Barrio del Naranjo)                    | Martín S.A.               |
| 492              | Madrid (Aluche) – Fuenlabrada (Parque Granada)                        | Martín S.A.               |
| 493              | Madrid (Aluche) – Fuenlabrada (Urbanización Loranca)                  | Martín S.A.               |
| 496              | Fuenlabrada (Hospital) - Moraleja de Enmedio - Arroyomolinos (Xanadú) | Martín S.A.               |
| 497              | Leganés - Moraleja de Enmedio (Las Colinas)                           | Martín S.A.               |
| 526              | Fuenlabrada - Móstoles (Estación FFCC)                                | Arriva Madrid             |
| 527              | Móstoles (Estación FFCC) – Fuenlabrada (Loranca)                      | Arriva Madrid             |
| Líneas nocturnas |                                                                       |                           |
| Línea            | Recorrido                                                             | Concesionaria             |
| N803             | Madrid (Atocha) – Fuenlabrada (Barrio del Naranjo)                    | Martín S.A.               |
| N804             | Madrid (Atocha) – Fuenlabrada                                         | Martín S.A.               |
| N806             | Madrid (Atocha) – Parla                                               | Avanza Movilidad Integral |

## Cultura

### Arquitectura

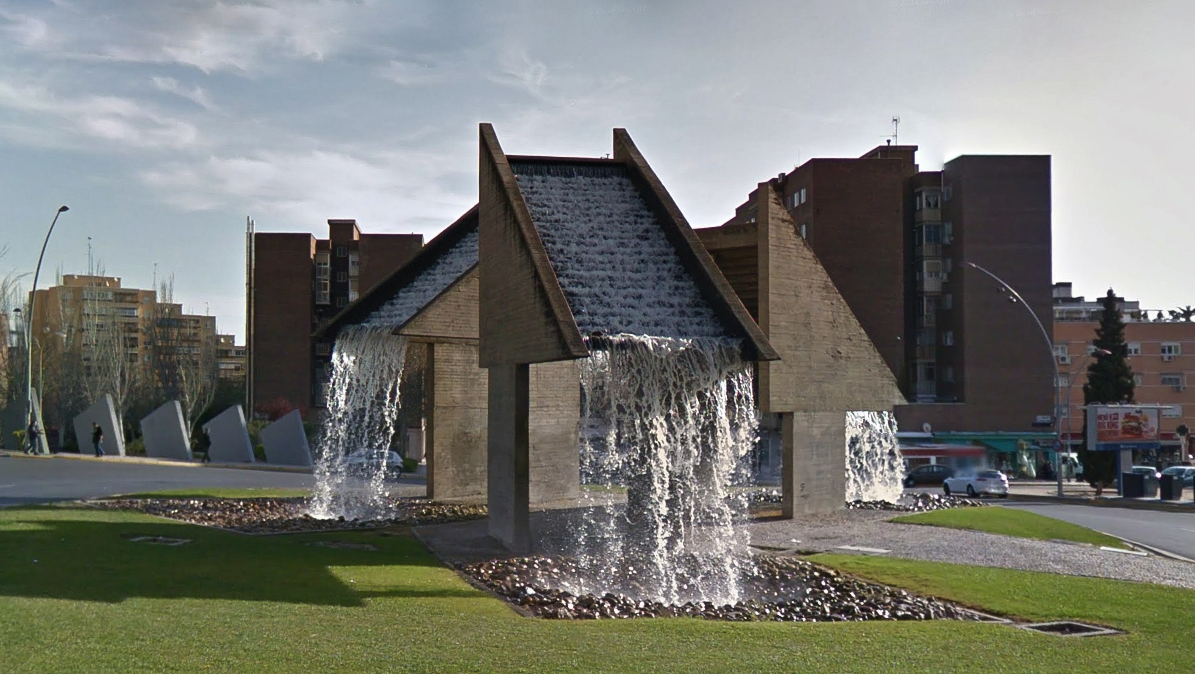
Fuente de las Escaleras

Hoy en día se conservan pocos vestigios de la Fuenlabrada anterior al crecimiento demográfico de los años 1970, e incluso la fuente que dio origen al nombre del pueblo ha terminado desapareciendo. La zona arqueológica Los Granados, ubicada cerca de los despoblados, tiene protección específica como Bien de Interés Cultural (BIC) en tramitación.
En el casco antiguo se encuentra la iglesia de San Esteban Protomártir, la más antigua de la ciudad, que ha sido reconstruida en distintas ocasiones. Aunque se desconoce su origen exacto, el templo fue citado por primera vez en un manuscrito de 1427 de las visitaciones del clérigo Martín Sánchez a las iglesias del arciprestazgo de Madrid. En su interior destaca el retablo del altar mayor, fechado en 1707 y atribuido a José de Churriguera; en la parte central del retablo hay un lienzo atribuido al pintor Claudio Coello.
El otro edificio histórico más importante es el antiguo ayuntamiento, construido en 1790. Después de haber sido reformado varias veces, el gobierno local se trasladó a un nuevo edificio en 1998 y el anterior ha sido reconvertido en un centro juvenil municipal.
Las fuentes son el símbolo de la ciudad desde su fundación. Si bien la original que estaba situada en la calle de la Fuente ya no existe, sí pueden contemplarse las dos construidas a partir de la canalización en el siglo XIX: la fuente de los Cuatro Caños data de 1859 y es la más antigua entre las que se conservan, mientras que la fuente de Cruz de Luisa es de 1874 y reemplazó a una anterior. Ambas tomaban el agua del manantial de Fregacedos, que ha sido reconstruido desde cero con un nuevo diseño. Por otro lado, en 1987 se inauguró la Fuente de las Escaleras, diseñada por el mexicano Fernando González Gortázar con tres elementos distintos y considerada un símbolo de la transformación local.
La ciudad cuenta con varios parques dentro del trazado urbano, tales como el parque de los Estados, el bulevar Primero de Mayo, el parque de la Paz y el parque del Lago Loranca.

### Instalaciones culturales

#### Museos

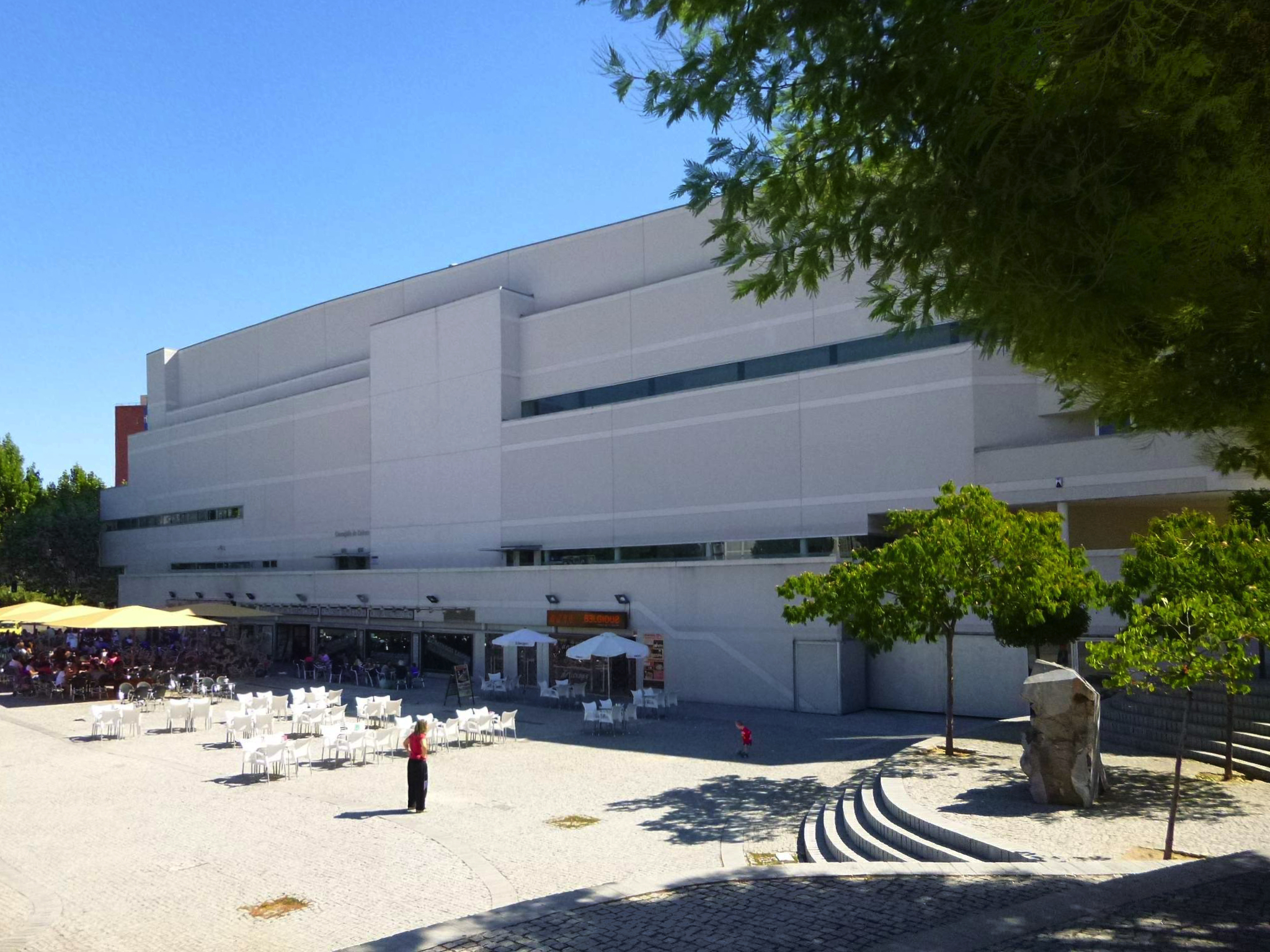
Exterior del centro cultural Tomás y Valiente

La instalación más grande de la ciudad es el centro cultural Tomás y Valiente, inaugurado el 5 de abril de 2005 y llamado así en homenaje al juez Francisco Tomás y Valiente. El recinto de tres plantas y 19 000 metros cuadrados acoge el Centro de Arte Tomás y Valiente (CEART), dedicado en exclusiva al arte contemporáneo; un teatro, la Escuela Municipal de Música Dionisio Aguado, una biblioteca y la Delegación de Cultura.
El CEART dispone de tres salas que están especializadas en exposiciones temporales de arte contemporáneo, en su mayoría de otros museos pero también de colectivos y artistas locales. Este centro mantiene convenios de colaboración con el Museo Nacional Reina Sofía y la Fundación La Caixa entre otras instituciones. Además, los exteriores del edificio se reservan exposiciones temporales de artistas urbanos.

#### Bibliotecas
La red de bibliotecas municipales de Fuenlabrada tiene siete puntos de servicio, uno por cada barrio de la ciudad, de los cuales el más grande es el situado en el centro cultural Tomás y Valiente. Las bibliotecas públicas de Fuenlabrada forman parte del catálogo de la Red de Bibliotecas Públicas de la Comunidad de Madrid.
Fuenlabrada ha desarrollado desde 1987 un programa de Cafés Literarios donde los autores acuden al municipio para conversar sobre sus obras, y en el que han participado Ana María Matute, Eduardo Mendoza, Almudena Grandes y Soledad Puértolas entre otros escritores. También mantiene programas culturales como los clubes de lectura, los talleres literarios y una Feria del Libro.
Por otro lado, la Universidad Rey Juan Carlos dispone de su propia biblioteca en las instalaciones del campus de Fuenlabrada.

#### Teatros

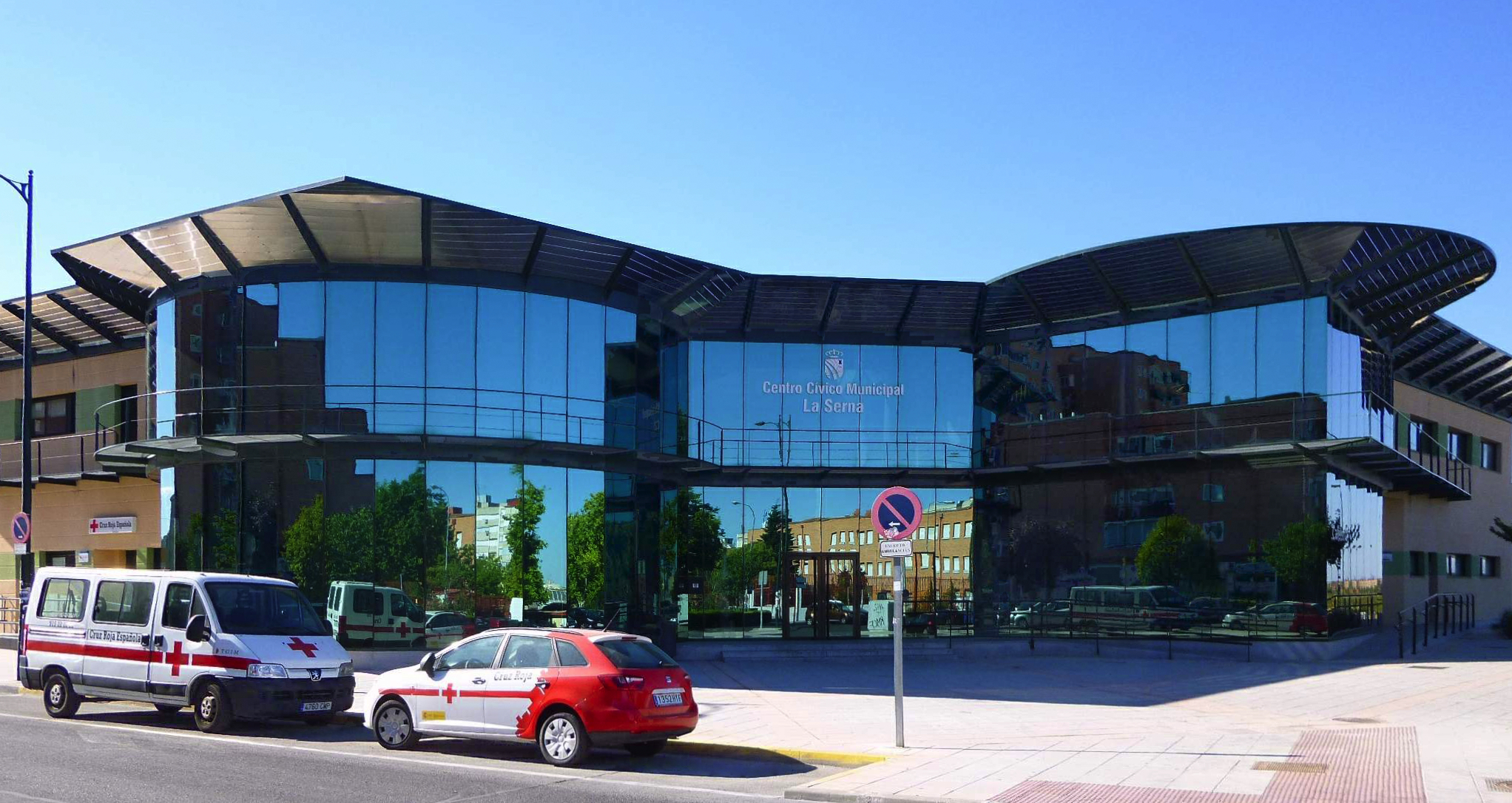
Centro cívico municipal La Serna

Fuenlabrada tiene dos salas adscritas a la Red de Teatros de la Comunidad de Madrid: el teatro-auditorio del centro cultural Tomás y Valiente (810 localidades) y el Teatro Municipal Josep Carreras (500 localidades). Otras instalaciones son la sala municipal Núria Espert en el barrio de Loranca y el centro cívico municipal en el barrio de La Serna

### Fiestas locales
La mayor celebración patronal es la festividad dedicada al Cristo de la Misericordia, patrón de la ciudad. Las fiestas duran una semana, con el 14 de septiembre reconocido como festividad local en el calendario laboral, y a las actividades programadas por el ayuntamiento se suman las realizadas por las peñas y hermandades. La siguiente en importancia es el día de San Esteban cada 26 de diciembre, en honor al patrón de la iglesia de San Esteban Protomártir como templo más antiguo del municipio.
Cada 9 de marzo se celebra la romería del Día de Santa Juana, conocida popularmente como «Día de la Tortilla», en la que los fuenlabreños acuden al parque de Valdeserrano a pasar el día. Esta tradición se remonta a la época en la que los vecinos peregrinaban a Cubas de la Sagra a venerar a Juana Vázquez, apodada «la Santa Juana» por las curaciones supuestamente milagrosas que practicaba. Aunque no tiene la consideración de festivo local, sí es reconocida por el ayuntamiento como una festividad popular que atrae a muchos vecinos del sur de Madrid.
Cabe destacar también las festividades de otros barrios, tales como el Cristo de la Salud en el casco antiguo (primera semana de mayo); el Cristo de las Lluvias en el barrio de Belén (última semana de mayo), y la patrona María Auxiliadora en el barrio del Naranjo (primera semana de junio).

### Deportes

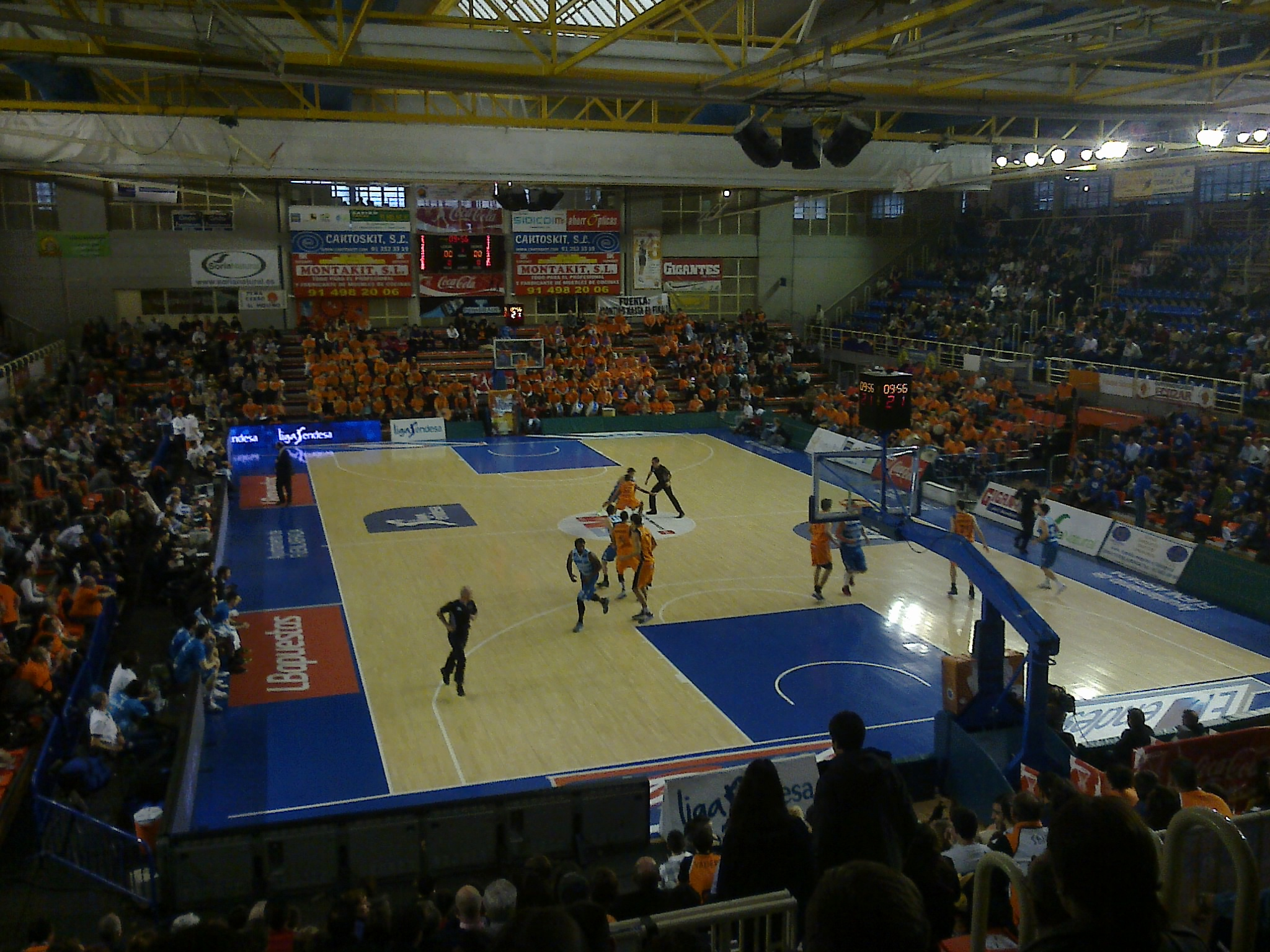
Partido del Baloncesto Fuenlabrada en el polideportivo Fernando Martín

La ciudad es conocida a nivel nacional por el baloncesto y cuenta con un equipo en la Leb Oro, el Baloncesto Fuenlabrada, que debutó en la máxima categoría en 1996 y disputa sus partidos en el polideportivo Fernando Martín. Este recinto acogió también al Partizán de Belgrado en la temporada 1991-92 de la Liga Europea, conquistada fuera de su país por culpa de las guerras yugoslavas.
El fútbol también es un deporte muy popular y su máximo representante es el Club de Fútbol Fuenlabrada, que compite en la Primera Federación. Desde 2011 juega como local en el Estadio Fernando Torres, con capacidad para 6000 espectadores, que debe su nombre al futbolista más famoso de la localidad, el exdelantero y campeón mundial Fernando Torres. Este estadio reemplazó a la antigua instalación, el Campo de La Aldehuela, que ha sido reconvertido en un complejo deportivo con tres campos de fútbol de césped artificial.
Fuenlabrada dispone de un pabellón municipal, dos campos de fútbol, seis polideportivos y un complejo de piscinas, sin contar también las instalaciones propias de la Universidad Rey Juan Carlos y los distintos centros privados. En los últimos años el ayuntamiento ha impulsado un programa de ligas municipales en varias disciplinas.
En 2019 la ciudad fue designada «Capital Europea del Deporte» por la Asociación de Capitales y Ciudades Europeas del Deporte.

## Ciudades hermanadas
Fuenlabrada está hermanada con las siguientes ciudades:
- San Juan de Río Coco (Nicaragua, 1988)
- Joal-Fadiouth (Senegal, 1999)